# Frittenden
Frittenden es una parroquia civil y un pueblo del distrito de Tunbridge Wells, en el condado de Kent (Inglaterra).

## Geografía
Según la Oficina Nacional de Estadística británica, Frittenden tiene una superficie de 14,21 km².

## Demografía
Según el censo de 2001, Frittenden tenía 867 habitantes (49,13% varones, 50,87% mujeres) y una densidad de población de 61,01 hab/km². El 17,3% eran menores de 16 años, el 72,66% tenían entre 16 y 74 y el 10,03% eran mayores de 74. La media de edad era de 43,52 años. Del total de habitantes con 16 o más años, el 21,76% estaban solteros, el 65,13% casados y el 13,11% divorciados o viudos.
El 95,97% de los habitantes eran originarios del Reino Unido. El resto de países europeos englobaban al 1,61% de la población, mientras que el 2,42% había nacido en cualquier otro lugar. Según su grupo étnico, el 99,19% eran blancos y el 0,81% mestizos. El cristianismo era profesado por el 77,19%, el budismo por el 0,35% y cualquier otra religión, salvo el hinduismo, el judaísmo, el islam y el sijismo, por el 0,58%. El 13,82% no eran religiosos y el 8,06% no marcaron ninguna opción en el censo.
421 habitantes eran económicamente activos, 402 de ellos (95,49%) empleados y 19 (4,51%) desempleados. Había 322 hogares con residentes, 3 vacíos y 9 eran alojamientos vacacionales o segundas residencias.